# Liste der Bürgermeister von Lissabon
Dies ist eine Liste der Bürgermeister von Lissabon (portugiesisch: Presidente da Câmara Municipal de Lisboa, CML, wörtlich: „Der Präsident der Kammer der Stadtverwaltung von Lissabon“, und auch portugiesisch: Presidente do Município de Lisboa, wörtlich: „Präsident der Gemeinde Lissabon“), der Hauptstadt von Portugal.
| Bürgermeister                             | von              | bis              | Partei | Bild |
| ----------------------------------------- | ---------------- | ---------------- | ------ | ---- |
| Pedro Augusto Franco, 1º Conde do Restelo | 1894             | 1896             |        |      |
| Zófimo Consiglieri Pedroso da Silva       | 1897             | 1899             |        |      |
| Pedro Augusto Franco, 1º Conde do Restelo | 1899             | 1901             |        |      |
| António José de Ávila                     | 1901             | 1903             |        |      |
| António de Azevedo Castelo-Branco         | 1904             | 1906             |        |      |
| Teodoro Ferreira Pinto Basto              | 1907             | 1907             |        |      |
| José Adolfo de Melo e Sousa               | 1909             | 1909             |        |      |
| Anselmo Braamcamp Freire                  | 1909             | 1913             |        |      |
| António Xavier Correia Barreto            | 1913             | 1913             |        |      |
| João Catanho de Meneses                   | 1914             | 1914             |        |      |
| Eduardo Alberto Lima Basto                | 1914             | 1914             |        |      |
| Henrique Jardim de Vilhena                | 1915             | 1915             |        |      |
| João Carlos Alberto da Costa Gomes        | 1915             | 1917             |        |      |
| Alfredo Rodrigues Gaspar                  | 1918             | 1918             |        |      |
| José Carlos da Maia                       | 1918             | 1918             |        |      |
| Zeferino Cândido Falcão Pacheco           | 1918             | 1918             |        |      |
| José Tavares de Araújo e Castro           | 1918             | 1919             |        |      |
| Alberto Ferreira Vidal                    | 1919             | 1919             |        |      |
| Alfredo Rodrigues Gaspar                  | 1919             | 1920             |        |      |
| Agostinho Inácio da Conceição Estrela     | 1920             | 1923             |        |      |
| Albano Augusto de Portugal Durão          | 1923             | 1925             |        |      |
| Sebastião da Costa Santos                 | 1925             | 1925             |        |      |
| José Vicente de Freitas                   | 1926             | 1933             |        |      |
| Adriano da Costa Macedo                   | 1933             | 1934             |        |      |
| Linhares de Lima                          | 1934             | 1935             |        |      |
| Daniel Rodrigues de Sousa                 | 1935             | 1937             |        |      |
| Duarte Pacheco                            | 1938             | 1943             |        |      |
| Eduardo Rodrigues de Carvalho             |                  |                  |        |      |
| Álvaro Salvação Barreto                   | 1944             | 1959             |        |      |
| António Vitorino da França Borges         | 1960             | 1970             |        |      |
| Fernando Augusto Santos e Castro          | 1970             | 1971             |        |      |
| António Jorge da Silva Sebastião          | 1972             | 1974             |        |      |
| Joaquim Caldeira Rodrigues                | 1974             | 1975             |        |      |
| Lino José Góis Ferreira                   | 1975             | 1977             |        |      |
| Aquilino Ribeiro Machado                  | 1977             | 1980             | PS     |      |
| Nuno Krus Abecasis                        | 1980             | 1989             | CDS    |      |
| Jorge Fernando Branco de Sampaio          | 1989             | 1996             | PS     |      |
| João Barroso Soares                       | 1996             | 6. Januar 2002   | PS     |      |
| Pedro Miguel de Santana Lopes             | 6. Januar 2002   | Juli 2004        | PSD    |      |
| António Pedro Nobre Carmona Rodrigues     | Juli 2004        | 15. März 2005    |        |      |
| Pedro Miguel de Santana Lopes             | 15. März 2005    | 28. Oktober 2005 | PSD    |      |
| António Pedro Nobre Carmona Rodrigues     | 28. Oktober 2005 | 17. Mai 2007     | PSD    |      |
| Marina João da Fonseca Lopes Ferreira     | 18. Mai 2007     | 31. Juli 2007    | PSD    |      |
| António Luís dos Santos da Costa          | 1. August 2007   | 6. April 2015    | PS     |      |
| Fernando Medina Maciel Almeida Correia    | 6. April 2015    | 18. Oktober 2021 | PS     |      |
| Carlos Moedas                             | 18. Oktober 2021 |                  | PSD    |      |